# Authevernes
Authevernes är en kommun i departementet Eure i regionen Normandie i norra Frankrike. Kommunen ligger i kantonen Gisors som tillhör arrondissementet Les Andelys. År 2022 hade Authevernes 466 invånare.

## Befolkningsutveckling
Antalet invånare i kommunen Authevernes
Referens:INSEE